# Muhteşem Yüzyıl: Kösem
Muhteşem Yüzyıl: Kösem je turecký televizní seriál z let 2015–2017, pokračování seriálu Velkolepé století (2011–2014). Scénář napsal Yılmaz Şahin. Děj začíná v roce 1603, tedy přibližně 37 let po skončení Velkolepého století (smrti sultána Suleymana), a jeho hlavním námětem je panování sultána Ahmeda I. a události v jeho harému. Zejména pojednává o životě konkubíny Mahpeyker Kösem Sultan, která se stala jednou z nejvlivnějších žen osmanské historie poté, co byla poslána do harému sultána Ahmeda I.
Titulní roli si zahrály herečky Nurgül Yeşilçay, Beren Saat a Anastasia Tsilimpiou (každá v různém věku postavy), zatímco herci jako Ekin Koç, Boran Kuzum, Taner Ölmez, Metin Akdülger a Tugay Mercan si zahráli každý jiného sultána Osmanské říše. Kromě nich tu také zazářily hvězdy jako Hülya Avşar, Tülin Özen, Leyla Feray, Farah Zeynep Abdullah, Aslıhan Gürbüz a Hande Aslıhan Gürbüz, které ztvárnily role různých sultánek. Prvních pár epizod se natáčelo na ostrově Chios v Řecku.
Část seriálu byla odvysílána ve Francii, konkrétně v Cannes, při mezinárodním festivalu MIPCOM. Seriál zde mohli lidé vidět několik měsíců před oficiální premiérou na turecké Star TV (12. listopadu 2015). Později byl seriál prodán stanici turecké stanici Fox, která odvysílala druhou sérii. Od premiéry byl seriál vysílán v několika zemích.
Nicméně série pojednávající o Kösem Sultan nebyla tak úspěšná, jako Velkolepé století pojednávající o sultánu Sulejmanovi. Nejspíše proto má seriál pouze dvě série. Poslední epizoda vyšla 27. června 2017. Touto epizodou byla ukončena šestiletá sága Velkolepého století.

## Postavy

### Členové Osmanské dynastie
| Postava                            | Popis | Hlavní/vedlejší                                              | Jméno herce                                     |
| ---------------------------------- | --- | ------------------------------------------------------------ | ----------------------------------------------- |
| Mahpeyker Kösem Sultan             | Haseki Sultan, oblíbenkyně a později legální manželka sultána Ahmeda I. a matka jeho následníků. Později byla Valide sultánkou za vlády svých dvou synů a vnuka | titulní postava (v obou sériích)                             | Nurgül Yeşilçay Beren Saat Anastasia Tsilimpiou |
| Safiye Sultan                      | Vdova po sultánovi Muradovi III., Valide sultan a matka sultána Mehmeda III., babička Ahmeda I.                                                                 | hlavní postava (1. série)                                    | Hülya Avşar                                     |
| Ahmed I.                           | 14. sultán Osmanské říše, syn sultána Mehmeda III. a Handan Sultan                                                                                              | hlavní postava (1. série)                                    | Ekin Koç                                        |
| Handan Sultan                      | Valide Sultan a matka Ahmeda I., vdova po Mehmedovi III. | hlavní postava (1. série)                                    | Tülin Özen                                      |
| Halime Sultan                      | Vdova po Mehmedovi III., matka prince Mahmuda, Dilruby Sultan a pozdějšího sultána Mustafy I., Valide sultánka                                                  | hlavní postava (1. série)                                    | Aslıhan Gürbüz                                  |
| Şehzade Yahya (Alexander/Iskender) | Adoptovaný syn rakouského šlechtice a člen janičářů, syn sultána Mehmeda III. a Safiye Sultan, Ahmedův strýc, zamilovaný do Kösem                               | hlavní postava (1. série)                                    | Berk Cankat                                     |
| Hümaşah Sultan                     | Nejstarší dcera Mehmeda III. a Safiye Sultan, teta Ahmeda I., manželka Hasana Paši a později Zülfikara Paši                                                     | hlavní postava (1. série)                                    | Vildan Atasever                                 |
| Fahriye Sultan                     | Dcera Mehmeda III. a Safiye Sultan, teta Ahmeda I., zamilovaná do Mehmeda Giraye, později manželka Derviše Paši                                                 | hlavní postava (1. série)                                    | Gülcan Arslan                                   |
| Dilruba Sultan                     | Jediná dcera Mehmeda III. a Halime Sultan, sestra Ahmeda I. a Mustafy I., manželka Kara Davuda Paši                                                             | vedlejší, později hlavní postava (1. série)                  | Melisa Ilayda Ozcanik Öykü Karayel              |
| Mustafa I.                         | 15. sultán Osmanské říše, syn Mehmeda III. a Halime Sultan | v 1. sérii vedlejší, poté hlavní a ve 2. sérii opět vedlejší | Cüneyt Uzunlar Boran Kuzum Alihan Türkdemir     |
| Osman II.                          | 16. sultán Osmanské říše, syn Ahmeda I. a Mahfiruz Hatice Sultan, adoptovala jej Kösem                                                                          | v 1. sérii hlavní ve 2. se občas objevil                     | Taner Ölmez                                     |
| Şehzade Mehmed                     | První syn Ahmeda I. a Kösem Sultan | hlavní postava (1. série)                                    | Burak Dakak                                     |
| Mahfiruz Hatice Sultan             | Oblíbenkyně Ahmeda I., matka Osmana II. | vedlejší postava (1. série)                                  | Dilara Aksüyek                                  |
| Meleksima Sultan                   | Oblíbenkyně Osmana I., matka prince Ömera | vedlejší postava (1. série)                                  | Beste Kökdemir                                  |
| Akile Hanım                        | Legální manželka Osmana II., matka Zeynep Sultan a prince Mustafy                                                                                               | vedlejší postava (1. série)                                  | Bahar Selvi                                     |
| Ayşe Sultan                        | První dcera Ahmeda I. a Kösem Sultan, vdova po Nasuh Pašovi | vedlejší postava (1. série)                                  | Sude Zulal Güner                                |
| Fatma Sultan                       | Druhá dcera Ahmeda I. a Kösem Sultan | vedlejší postava (1. série)                                  | Balim Gayebayrak                                |
| Murad IV.                          | 17. sultán Osmanské říše, druhý syn Ahmeda I. a Kösem Sultan | v 1. sérii vedlejší v 2. sérii hlavní                        | Çağan Efe Ak Metin Akdülger Boran Bağcı         |
| Farya Sultan                       | Legální manželka Murada IV., matka princů Sulejmana a Selima, dcera transylvánského prince Gabriela Bethlena                                                    | hlavní postava (2. série)                                    | Farah Zeynep Abdullah                           |
| Ayşe Sultan                        | Haseki Sultan a konkubína Murada IV., matka prince Ahmeda, Hanzade Sultan a Ismiha Kaya Sultan                                                                  | hlavní postava (2. série)                                    | Leyla Feray                                     |
| Gülbahar Sultan                    | Konkubína Ahmeda I., matka prince Bayezida | v 1. sérii vedlejší v 2. sérii hlavní                        | Ayça Kuru Sibel Taşçioğlu                       |
| Şehzade Bayezid                    | Syn Ahmeda I. a Gülbahar Sultan | v 1. sérii vedlejší v 2. sérii hlavní                        | Berk Pamir Yiğit Uçan                           |
| Şehzade Kasım                      | Třetí syn Ahmeda I. a Kösem Sultan | v 1. sérii vedlejší v 2. sérii hlavní                        | Eymen Kaan Doğaç Yıldız                         |
| Gevherhan Sultan                   | Třetí dcera Ahmeda I. a Kösem Sultan | v 1. sérii vedlejší v 2. sérii hlavní                        | Çağla Naz Kargı Aslı Tandoğan                   |
| Atike Sultan                       | Čtvrtá a nejmladší dcera Ahmeda I. a Kösem Sultan, dvojče sultána Ibrahima I., vdova po Silahtar Mustafovi Pašovi                                               | hlavní postava (2. série)                                    | Ece Çeşmioğlu                                   |
| Ibrahim I.                         | 18. sultán Osmanské říše, syn Ahmeda I. a Kösem Sultan | hlavní postava (2. série)                                    | Rîdvan Aybars Düzey Tugay Mercan                |
| Turhan Hatice Sultan               | Haseki Sultan a konkubína Ibrahima I., matka sultána Mehmeda IV. a Beyhan Sultan, Valide Sultan po smrti Kösem                                                  | hlavní postava (2. série)                                    | Hande Doğandemir                                |
| Hümaşah Sultan                     | Haseki Sultan a legální manželka Ibrahima I., matka prince Orhana                                                                                               | vedlejší postava (2. série)                                  | Müge Boz                                        |
| Dilaşub Sultan                     | Haseki Sultan a konkubína Ibrahima I., matka prince Sulejmana                                                                                                   | vedlejší postava (2. série)                                  | Ece Guzel                                       |
| Hatice Muazzez Sultan              | Haseki Sultan a konkubína Ibrahima I., matka prince Ahmeda | vedlejší postava (2. série)                                  | Firuze Gamze Aksu                               |

### Státníci a významní politici
| Postava                   | Popis                                                                                           | Hlavní/vedlejší              | Jméno herce       |
| ------------------------- | ----------------------------------------------------------------------------------------------- | ---------------------------- | ----------------- |
| Zülfikar Aga              | Vedoucí výcviku janičárů, později vezír, manžel Hümaşah Sultan                                  | hlavní postava (1. série)    | Mete Horozoğlu    |
| Boşnak Derviş Mehmed Paša | Ahmedův rádce a hlavní bodyguard, později velkovezír a manžel Fahriye Sultan                    | hlavní postava (1. série)    | Mehmet Kurtuluş   |
| Kara Davud Paša           | Manžel Dilruby Sultan, velkovezír za vlády Mustafy I.                                           | hlavní postava (1. série)    | Mustafa Üstündağ  |
| Lala Ömer Efendi          | Vychovatel Osmana II., manžel Cennet Kalfy                                                      | hlavní postava (1. série)    | Şahin Sekman      |
| Kuyucu Murad Paša         | Jeden z vezírů Ahmeda I., velkovezír po popravě Dervişe Paši                                    | vedlejší postava (1. série)  | Cihan Ünal        |
| Nasuh Paša                | Věrný služebník Safiye Sultan a Kösem Sultan, později manžel Ayşe Sultan a velkovezír           | vedlejší postava (1. série)  | Tolga Tuncer      |
| Halil Paša                | Dvakrát byl velkovezírem, služebník Kösem Sultan                                                | vedlejší postava (obě série) | Şener Savaş       |
| Sinan Paša                | Jeden z vezírů Murada IV., hlava Jezuitů v Istanbulu zamilovaný do Gülbahar Sultan              | hlavní postava (2. série)    | Engin Benli       |
| Kemankeş Mustafa Paša     | Vedoucí výcviku janičářů, kapitán na moři, velkovezír zamilovaný do Kösem Sultan                | hlavní postava (2. série)    | İsmail Demirci    |
| Silahtar Mustafa Paša     | Bodyguard a společník Murada IV., zamilovaný do Gevherhan Sultan, stal se vezírem               | hlavní postava (2. série)    | Caner Cindoruk    |
| Ahizade Hüseyin Efendi    | Šejk-ul-Islam (vůdce věřících)                                                                  | hlavní postava (2. série)    | Metin Belgin      |
| Deli Hüseyin Paša         | Hlavní palácový halapartník, věrný služebník Murada IV., později i Kösem Sultan, admirál, vezír | hlavní postava (2. série)    | Çağrı Şensoy      |
| Emirgüne/Yusuf Paša       | Bývalý princ z rodu Safíovců z Persie, důvěrník Murada IV. po smrti Silahtara Mustafy           | hlavní postava (2. série)    | Eser Karibil      |
| Köprülü Mehmed Paša       | Jeden z vezírů sultána Ibrahima I. a Mehmeda, věrný služebník Turhan Hatice Sultan              | hlavní postava (2. série)    | Emre Başer        |
| Cinci Hüseyin Paša        | Důvěrník a léčitel Ibrahima I.                                                                  | hlavní postava (2. série)    | Ali Düşenkalkar   |
| Zekeriyazade Yahya Efendi | Důvěrník Murada IV.                                                                             | vedlejší postava (2. série)  | Şemsi İnkaya      |
| Abaza Mehmed Paša         | Guvernér Bosny, později vezír, věrný služebník Kösem Sultan                                     | vedlejší postava (2. série)  | Ismail Filiz      |
| Ladikli Bayram Paša       | Vezír po smrti Silahtara Mustafy, později velkovezír, věrný služebík Kösem Sultan               | vedlejší postava (2. série)  | Asil Büyüközçelik |
| Tabanıyassı Mehmed Paša   | Velkovezír po popravě Recepa Paši, věrný služebník Kösem Sultan                                 | vedlejší postava (2. série)  | Cengiz Okuyucu    |

### Ostatní postavy s vazbou k paláci
| Postava               | Popis                                                                           | Hlavní/vedlejší             | Jméno herce            |
| --------------------- | ------------------------------------------------------------------------------- | --------------------------- | ---------------------- |
| Şahin Giray Han       | Krymský lord, bratr Mehmeda Giraye                                              | hlavní postava (1. série)   | Erkan Kolçak Köstendil |
| Mehmed III Giray      | Krymský lord, bratr Şahina, pozdější Krymský chán, zamilovaný do Fahriye Sultan | hlavní postava (1. série)   | Kadir Doğulu           |
| Pinhan Ağa            | Imaginární přítel sultána Mustafy                                               | vedlejší postava (1. série) | Ahmet Varlı            |
| Aziz Mahmud Hüdayi    | Jeden z nejslavnějších představitelů Islámu v Osmanské říši                     | vedlejší postava (1. série) | Muhammed Uzuner        |
| Cebecibaşı Mansur Ağa | Vůdce janičářů, jedna z klíčových postav při sesazení Osmana II. z trůnu,       | vedlejší postava (1. série) | Ozan Ağaç              |
| Kilindir Uğrusu       | Jeden z janičářů sloužící Davudu Pašovi při sesazení Osmana II. z trůnu         | vedlejší postava (1. série) | Cenk Suyabatmaz        |
| Kara Sait             | Jeden z vůdců banditů Celali během vlády Ahmeda I.                              | vedlejší postava (1. série) | Ferit Kaya             |
| Ester Hatun           | Ekonomická poradkyně Kösem Sultan, zamilovaná do Silahtara                      | vedlejší postava (2. série) | Alma Terzic            |
| Evliya Çelebi         | Kronikář a sběrač záznamů té doby,                                              | vedlejší postava (2. série) | Necip Memili           |
| Hezârfen Ahmed Çelebi | Další z kronikářů a dějepisců                                                   | vedlejší postava (2. série) | Uşan Çakır             |
| Nef'i                 | Básník a satirik z tohoto období                                                | vedlejší postava (2. série) | Serkan Keskin          |
| otec Kornelius        | Katolický vězeň, hlava osmanských jezuitů, agent papeže                         | vedlejší postava (2. série) | Murat Atik             |